# Jordanoleiopus ivorensis
Jordanoleiopus ivorensis es una especie de escarabajo longicornio del género Jordanoleiopus, tribu Acanthocinini, familia Cerambycidae. Fue descrita científicamente por Breuning en 1968.

## Distribución
Se distribuye por Costa de Marfil.

## Descripción
La especie mide 5 milímetros de longitud. El período de vuelo ocurre en el mes de abril.